# Caerleon (cheval)
Pour les articles homonymes, voir Caerleon.
Caerleon (1980-1998) est un cheval de course pur-sang anglais né aux États-Unis.  

## Carrière de courses
Né à Claiborne Farm, d'ascendance royale, Caerleon fut acquis yearling à Keeneland par le grand propriétaire anglais Robert Sangster pour la somme de 800 000 dollars. Entraîné en Irlande par Vincent O'Brien et monté par Pat Eddery, le poulain remporta les Anglesey Stakes à 2 ans, mais se révéla surtout l'année suivante.
En 1983, Caerleon réalise un printemps presque parfait, s'imposant dans le Prix du Jockey Club et se classant deuxième de Shareef Dancer dans l'Irish Derby, puis fait sien les International Stakes durant l'été.

### Résumé de carrière
| Date        | Hippodrome   | Pays        | Course                                  | Statut      | Distance    | Jockey      | Place       | Écart       | Vainqueur ou deuxième |
| 1982, 2 ans | 1982, 2 ans  | 1982, 2 ans | 1982, 2 ans                             | 1982, 2 ans | 1982, 2 ans | 1982, 2 ans | 1982, 2 ans | 1982, 2 ans | 1982, 2 ans           |
| ----------- | ------------ | ----------- | --------------------------------------- | ----------- | ----------- | ----------- | ----------- | ----------- | --------------------- |
| 26 juin     | Curragh      | Irlande     | Tyros Stakes                            | Listed      | 1 200 m     | P. Eddery   | 1er / 13    |             | Treasure Trove        |
| 14 août     | Curragh      | Irlande     | Anglesey Stakes                         | Gr. 3       | 1 300 m     | P. Eddery   | 1er / 5     | 2 ½         | Rock'N' Roller        |
| 1983, 3 ans |              |             |                                         |             |             |             |             |             |                       |
| 23 avril    | Curragh      | Irlande     | Ballymoss Stakes                        | Gr. 3       | 2 000 m     | P. Eddery   | 8e / 10     |             | Evening M'Lord        |
| 28 mai      | Phoenix Park | Irlande     |                                         |             | 2 000 m     | G. McGrath  | 2e / 10     | 3/4         | Solford               |
| 5 juin      | Chantilly    | France      | Prix du Jockey Club                     | Gr. 1       | 2 400 m     | P. Eddery   | 1er / 12    | 3           | L'Émigrant            |
| 25 juin     | Curragh      | Irlande     | Irish Derby                             | Gr. 1       | 2 400 m     | P. Eddery   | 2e / 12     | 3           | Shareef Dancer        |
| 23 juillet  | Ascot        | Royaume-Uni | King George VI & Queen Elizabeth II St. | Gr. 1       | 2 400 m     | P. Eddery   | 9e / 9      |             | Time Charter          |
| 16 août     | York         | Royaume-Uni | Benson & Hedges Gold Cup                | Gr. 1       | 2 080 m     | P. Eddery   | 1er / 9     | enc.        | Hot Touch             |

## Au haras
C'est surtout comme reproducteur que Caerleon allait laisser sa trace. Installé au haras irlandais de Coolmore, il y donna une centaine de stakes winners, dont une vingtaine de lauréats de groupe 1, parmi lesquels :
- Generous - Derby d'Epsom, Irish Derby, King George VI and Queen Elizabeth Diamond Stakes
- Marienbard - Prix de l'Arc de Triomphe, Grosser Preis von Baden, Deutschland Preis
- Moonax - St. Leger Stakes, Prix Royal-Oak
- Caerlina - Prix de Diane
- Grape Tree Road - Grand Prix de Paris
- Lady Carla - Oaks
- Warrsan - Coronation Cup (deux fois), Grosser Preis von Baden
- Only Royale - Yorkshire Oaks (deux fois)
- Cape Verdi - 1000 Guinées
- Fusaichi Concorde - Derby Japonais

Également remarquable père de mères (il est notamment celui des champions japonais Taiki Shuttle et Buena Vista), il fut deux fois tête de liste des étalons en Angleterre et en Irlande (1988 et 1991). Son prix de saillie atteignit 75 000 guinées irlandaises dans les années 1990, soit plus de 100 000 €.
Caerleon est mort en février 1998 d'une attaque cardiaque à Coolmore.

## Origines
Fils du légendaire Nijinsky, Caerleon est issu de Foreseer, une jument douée en piste, placée des Santa Ynez Stakes et des Santa Ysabel Stakes, et excellente poulinière puisqu'on lui doit plusieurs bons chevaux, placés ou vainqueurs de stakes, et en particulier Vision (par Nijinsky), vainqueur des Secretariat Stakes (Gr.1) et deuxième du Brooklyn Handicap (Gr.1) puis exporté comme étalon au Japon, et Merce Cunningham (par Nijinsky), lauréat du Prix Maurice de Nieuil devenu étalon en Argentine. Foreseer est elle-même née dans la pourpre, fille du champion et grand étalon Round Table , cheval de l'année aux États-Unis en 1958 et tête de liste des étalons en 1972, et de Royal Gleam, 2 ans de l'année en 1966, lauréate notamment des Frizette Stakes et des Selima Stakes. Foreeser est donc la propre sœur du champion Royal Glint, vainqueur du Santa Anita Handicap, du United Nations Handicap et des Amory L. Haskell Stakes.   

### Pedigree
| Origines de Caerleon (USA), mâle bai né en 1980 | Origines de Caerleon (USA), mâle bai né en 1980 | Origines de Caerleon (USA), mâle bai né en 1980 | Origines de Caerleon (USA), mâle bai né en 1980 |
| ----------------------------------------------- | ----------------------------------------------- | ----------------------------------------------- | ----------------------------------------------- |
| Père Nijinsky                                   | Northern Dancer                                 | Nearctic                                        | Nearco                                          |
| Père Nijinsky                                   | Northern Dancer                                 | Nearctic                                        | Lady Angela                                     |
| Père Nijinsky                                   | Northern Dancer                                 | Natalma                                         | Native Dancer                                   |
| Père Nijinsky                                   | Northern Dancer                                 | Natalma                                         | Almahmoud                                       |
| Père Nijinsky                                   | Flaming Page                                    | Bull Page                                       | Bull Lea                                        |
| Père Nijinsky                                   | Flaming Page                                    | Bull Page                                       | Our Page                                        |
| Père Nijinsky                                   | Flaming Page                                    | Flaring Top                                     | Menow                                           |
| Père Nijinsky                                   | Flaming Page                                    | Flaring Top                                     | Flaming Top                                     |
| Mère Foreseer                                   | Round Table                                     | Princequillo                                    | Prince Rose                                     |
| Mère Foreseer                                   | Round Table                                     | Princequillo                                    | Cosquilla                                       |
| Mère Foreseer                                   | Round Table                                     | Knights Daughter                                | Sir Cosmo                                       |
| Mère Foreseer                                   | Round Table                                     | Knights Daughter                                | Feola                                           |
| Mère Foreseer                                   | Regal Gleam                                     | Hail to Reason                                  | Turn-To                                         |
| Mère Foreseer                                   | Regal Gleam                                     | Hail to Reason                                  | Nothirdchance                                   |
| Mère Foreseer                                   | Regal Gleam                                     | Miz Carol                                       | Stymie                                          |
| Mère Foreseer                                   | Regal Gleam                                     | Miz Carol                                       | No Fiddling (famille 1-x)                       |